# Hans Vosseler
Hans-Günther Vosseler (Paderborn, 5 febbraio 1949) è un ex nuotatore tedesco occidentale.

## Carriera
Fece parte della staffetta che vinse la medaglia d'argento nella staffetta 4x200m stile libero alle Olimpiadi di Monaco di Baviera 1972.

## Palmarès
- Giochi olimpici estivi

Monaco di Baviera 1972: argento nella 4x200m stile libero.